# Fraternité de Jésus du Grand Pouvoir (La Línea)
La Hermandad del Gran Poder (Fraternité du Grand Pouvoir) est une confrérie catholique de la ville espagnole de La Línea de la Concepción qui va en procession depuis le centre historique de la ville, pendant la nuit du Jeudi Saint.
Le nom complet: Real, Venerable y Antigua Hermandad y Cofradía de Nazarenos de Nuestro Padre Jesús del Gran Poder, María Santísima Reina de los Ángeles y Santa Cruz de Jerusalén peut se traduire par Royale, Vénérable et Ancienne Fraternité, Confrérie de Pénitents de Notre Père Jésus du Grand Pouvoir, de la Sanctissime Marie reine des Anges et de la Sainte Croix de Jérusalem.

## Histoire
La Confrérie de Jésus du Grand Pouvoir est fondée le 3 novembre 1902 par groupe de marchands de la ville et siège dans la paroisse de l'Immaculée Conception, où la statue votive se trouve sur un autel, à côté du retable principal. Manuel de los Santos est élu premier Frère majeur et la direction spirituelle est confiée au révérend père Laureano Pandelo Rodríguez. L'évêque du diocèse M. José Rancés et Villanueva approuve ses premiers statuts. Parmi les ducs et marquis devenus frères, on peut noter l'Infante Isabelle de Bourbon. Le roi Alfonse XIII qui est nommé Frère majeur honoraire honore la confrérie du titre de Royale, d'où le titre complet de la confrérie : Fraternité Royale de Jésus du Grand Pouvoir. 
La première Statue de procession était une sculpture d'un artiste anonyme qui fut brûlée avec la plus grande partie du patrimoine pendant les événements des années trente. Elle sera remplacée en 1940, par une Statue votive sculptée par l'artiste sévillan D. Antonio Castillo Lastrucci. Plus tard sera ajoutée la statue de Simon de Cyrène qui fait partie du groupe sculpté qui va en procession sur le Paso de la Confrérie.
Au cours des huit années qui suivent 1991, la Fraternité met en chantier un nouveau Paso, de bois sculpté de style néoclassique, laqué en rouge anglais, rehaussé de motifs baroques en vermeil pour remplacer l'ancien qui sortira en procession pour la dernière fois pendant la Semaine Sainte de 1997.
En 2000, la fraternité, acquiert la Maison des Frères dans la rue Méndez Núñez, parce que les dimensions du Paso ne peuvent plus de sortir de l'église de l'Immaculée Conception.
En 2002, célébration du premier centenaire de la fondation de la Fraternité, qui reçoit pour l'occasion la médaille d'or de la ville. Parmi d'autres événements de moindre importance, est organisée une procession exceptionnelle clôturée par la célébration d'une messe pontificale solennelle.
En 2010 est créé un groupe de jeunes de la Fraternité, pour former de jeunes frères. Ils participent à la vie de la confrérie et iront en procession, le Jeudi Saint, comme leur aînés, regroupés dans la Confrérie de la Sainte Croix de Jerusalem. 
La Fraternité a aussi réalisé un autre de ses grands desseins:  La bénédiction de sa statue mariale votive, Marie Très Sainte Reine des Anges, réalisée à Séville par José Antonio Navarro Arteaga, donnée à la fraternité par son frère Juan Manuel Guzmán Fernández, le Jeudi Saint 2012, au cours d'une cérémonie au Sanctuaire de l'Immaculée, siège canonique de la Confrérie.

## Procession du Jeudi Saint

### Pénitents
| - Froc, boutons, masque (Cíngulo) et capirotes violets - Ceinture monastique jaune - Chemise, Gants blancs - Chaussures et chaussettes noires | Environ 250 pénitents défilent derrière le Paso en tenu traditionnelle de pénitents : froc d'étamine violette ceinturé par un Cingulaire jaune. Les boutons de chemise et les gants sont blancs. Les chaussettes sont noires. Les masques et capirotes sont violets, brodés des insignes de l'ordre sur le rabat de poitrine. |

### Paso
Le Paso en bois sculpté que la confrérie porte en procession est l'œuvre des ateliers de Manuel Caballero Farfán, à Séville. Les soupiraux grillagés été réalisés dans les ateliers des orfèvres Hermanos Fernández. Les Fanaux placés aux quatre coins sont des réalisations de l'orfèvre de Cordoue, Hermanos Angulo. Ils ont été ajoutés en l'an 1964.
Il est entouré d'un rideau rouge qui dissimule les 40 Costaleros (porteurs) répartis  en deux équipes. Ils portent un masque à la place du capirote car les pénitents doivent rester anonymes. Quatre d'entre-eux portent une fourche pour poser le Paso lors des Stations de pénitence ou aux changements d'équipe car même si porter le Paso est une épreuve, il faut bien que les pénitents survivent.

### Statues de procession
Le « mystère » porté par le Paso correspond à la cinquième station du Chemin de croix dans sa forme ancienne, la huitième dans la forme moderne : alors que Jésus vient de tomber pour la première fois, Simon de Cyréne l'aide Jésus à porter sa croix.

#### Jesus du Grans pouvoir
La statue votive de la Confrérie, Jésus du Grand Pouvoir est l'œuvre du sculpteur sévillan Antonio Castillo Lastrucci, en l'an 1940,

#### Simon de Cyrène
Simon Cirineo est d'auteur inconnu mais semble antérieur à la statue de Jésus du Grand Pouvoir.

#### Marie, la Très Sainte Reine des Anges
Marie, la Très Sainte Reine des Anges, est une statue utilisée plus particulièrement par les jeunes de la Confrérie de la Sainte Croix de Jérusalem. Bénie le 23 mars 2012 c'est une Vierge de cérémonie,  remarquable par l'enlacement de ses mains, œuvre née de l'imagination de José Antonio Navarro Arteaga.

### Place dans la Procession
| Prédécesseur               | Rang d'entrée dans la procession du Jeudi Saint | Successeur                                    |
| Cofradía Almas y Angustias | 3° rang                                         | Hermandad del Cristo del Mar (Vendredi saint) |

## Sources
- (es) Cet article est partiellement ou en totalité issu de l’article de Wikipédia en espagnol intitulé « Hermandad de Jesús del Gran Poder (La Línea) » (voir la liste des auteurs).

## Pages connexes
- Église catholique en Espagne
- Confrérie de la Macarena (Sainte Croix de Ténérife)
- Confrérie du Sanctissime Christ de la Pitié (Viveiro)
- Église Nuestra Señora de la Concepción (Santa Cruz de Tenerife)
- Église de la Concepción (San Cristóbal de La Laguna)
- Fraternité de l'Étoile
- Fraternité de la Cène (Málaga)
- Fraternité du Pardon (Huelva)